# Parisienne Walkways
Pistes de Back on the Streets (en)
What Would You Rather Bee or a Wasp (instrumental)
Parisienne Walkways est un des succès du guitariste Gary Moore. Cette chanson se classe au 8e rang du UK Singles Chart, en mai 1979. La chanson fait partie de l'album Back on the Streets (en). Gary Moore est accompagné de Thin Lizzy et Phil Lynott qui ont co-écrit la chanson avec lui. La mélodie est inspirée du morceau Blue Bossa de Kenny Dorham. Parisienne Walkways est la chanson phare de Gary Moore. La chanson fait référence au père de Phil Lynott, Cecil Parris.
Gary Moore continue de jouer la chanson lors des rappels, durant ses concerts tout au long de sa carrière. Une version live de la chanson est enregistrée au Royal Albert Hall à Londres et publiée, en 1993, dans le cadre d'une édition limitée, un CD single à quatre pistes, intitulé Parisienne Walkways '93 qui atteint la 32e place au UK Singles Chart,.
Cette version figure sur l'album de Gary Moore Blues Alive paru en 1993 et est également présente sur l'album compilation de 2002, The Best... Album in the World...Ever! (en). 
Le groupe The Shadows reprend la chanson, dans son album String of Hits (en) en 1979.                  

## Histoire

### L'album
C'est en 1978, que Gary Moore compose son premier album solo, Back on the Streets (en). Son précédent album, Grinding Stone (en), de 1973, est crédité à The Gary Moore Band. Dans cet album, il est accompagné, sur trois morceaux de l'album par Phil Lynott, Brian Downey, le batteur de Thin Lizzy : Don't Believe A Word, Fanatical Fascists et Parisienne Walkways.

## Source de la traduction
- (en) Cet article est partiellement ou en totalité issu de l’article de Wikipédia en anglais intitulé « Parisienne Walkways » (voir la liste des auteurs).